# José Wenceslao de Fürstenberg
José Wenzel de Fürstenberg (21 de marzo de 1728 - 2 de junio de 1783) fue un noble alemán y de 1762 a 1783 el sexto príncipe gobernante de Fürstenberg-Fürstenberg en su segunda creación.

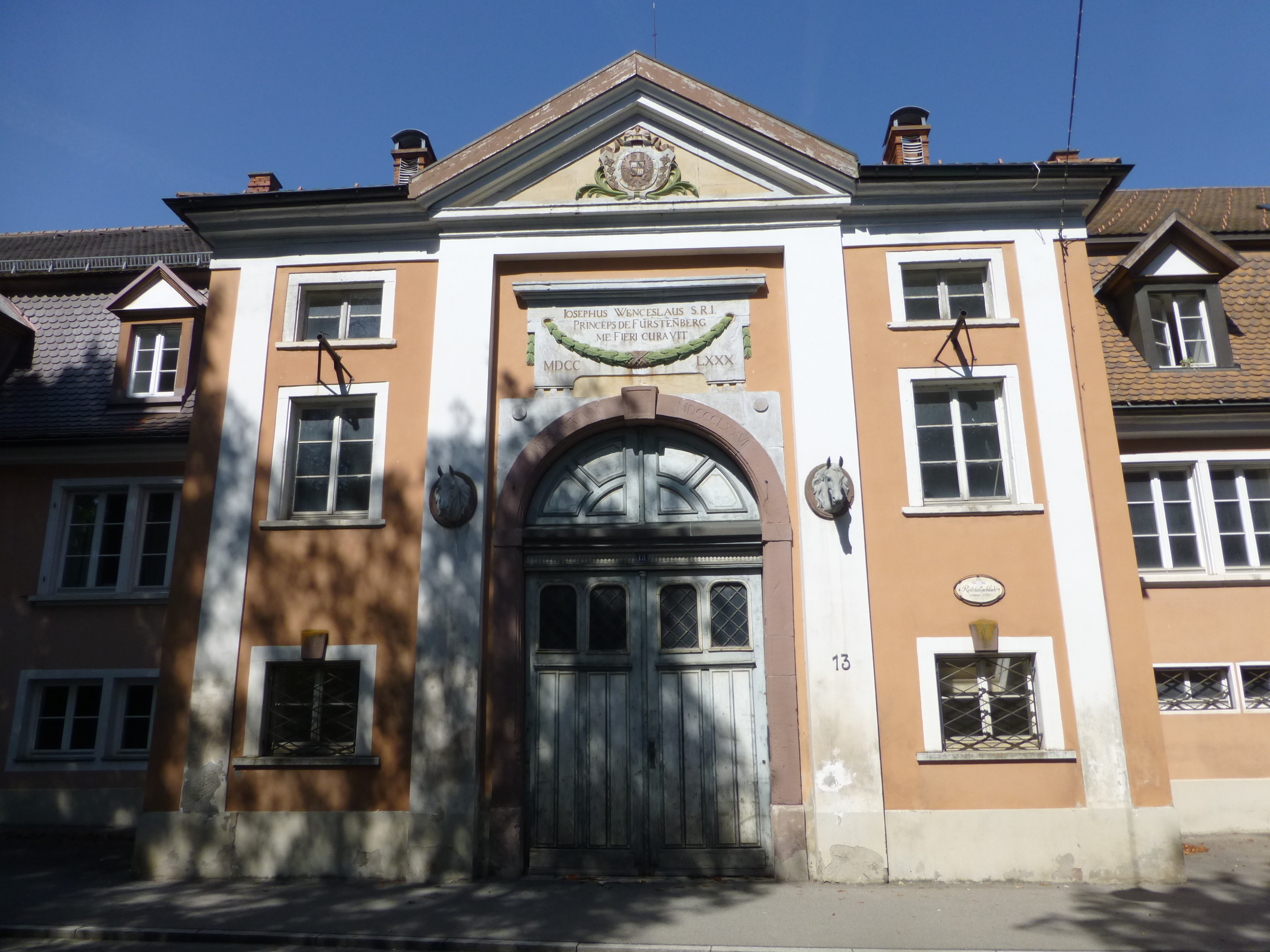
Vivienda de José Wenzel de Fürstenberg-Fürstenberg

## Biografía
José Wenzel Juan Nepomuceno fue el hijo mayor del príncipe José Guillermo Ernesto de Fürstenberg y de María Ana von Waldstein. Estudió en Estrasburgo y Leipzig. Trató de desarrollar la educación del principado e introdujo una cancillería para ello. La enseñanza se basaba en el sistema austriaco y un jesuita fue nombrado director del instituto de Donaueschingen y, más tarde, el benedictino Franz Uebelacker se hizo cargo de todo el sistema escolar. También hizo escribir una historia de la casa de Fürstenberg a partir de los archivos del principado.
Fundó una casa de acogida en Hüfingen y, al mismo tiempo, frenó la política industrializadora de su padre y dificultó la reubicación, pues consideraba que la industria era inmoral; prefería los trabajos manuales en casa, como la relojería. En 1777 fundó un cuerpo de bomberos. Fue nombrado director del Colegio Suabo de Reichsgrafen y en 1775 el Sacro Emperador Romano Germánico lo nombró mayor general (con rango efectivo a partir de 1765).
También era un amante de la música y se decía que era un excelente violonchelista. En 1762 comenzó a construir una capilla privada en su corte en Donaueschingen y a traer a varios músicos extranjeros para que la atendieran. En 1783 nombró a Franz Christoph Neubauer como su director musical.  Contrató a Ernesto Christopher Dressler como maestro de capilla en Wetzlar entre 1767 y 1771. En 1766, Leopold Mozart y su hijo, el futuro compositor Wolfgang Amadeus Mozart, pasaron alrededor de dos semanas en el palacio de Donaueschingen como invitados de José Wenzel.

## Matrimonio y descendencia
El 9 de junio de 1748, José Wenzel se casó con María Josefa, condesa de Waldburg-Scheer-Trauchburg, hija del conde Juan Ernesto von Waldburg-Scheer-Trauchburg. Tuvieron siete hijos:
- Juan Nepomuceno José (25 de julio de 1755 - 6 de octubre de 1755)
- Josefa María Juana (14 de noviembre de 1756 - 2 de octubre de 1809), casada con Felipe María von Fürstenberg-Pürglitz
- José María (9 de enero de 1758 - 24 de junio de 1796)
- María Ana Josefa (4 de abril de 1759-26 de junio de 1759)
- Carlos Alejandro (11 de septiembre de 1760 - 19 de febrero de 1761)
- Carlos Egon (5 de junio de 1762 - 20 de febrero de 1771)
- Carlos Joaquín (31 de marzo de 1771 - 17 de mayo de 1804)